# Alexis Arquette
Alexis Arquette (nascuda com a Robert Arquette; Los Angeles, 28 de juliol de 1969 – Beverly Hills, 11 de setembre de 2016) va ser una actriu, artista de cabaret i activista estatunidenca.

## Primers anys
Arquette va néixer com a Robert Arquette a Los Angeles (Califòrnia). La seva mare va ser l'actriu, poeta, empresària i activista Brenda Olivia "Mardi" (nascuda, Nowak). El seu pare Lewis Arquette era actor i director. Mardi Nowak era jueva d'origen rus i polonès. Lewis Arquette s'havia convertit a l'islam des del catolicisme. El cognom de la família de Lewis era originalment "Arcouet" d'ascendència parcialment francocanadenca. El seu avi patern va ser el comediant Cliff Arquette. Alexis Arquette era familiar llunyana de l'explorador Meriwether Lewis. Els actors Rosanna, Patricia, Richmond i David Arquette són els seus germans.
El 1982, amb 12 anys, el primer concert d'actuació d'Arquette va ser en el vídeo musical "She's a Beauty" de The Tubes. El 1986 Arquette va debutar a la pantalla gran en un paper sense acreditar com a Alexis, un amic androgin de l'adolescent sexualment ambivalent Max Whiteman (Evan Richards) a Down and Out in Beverly Hills.

## Carrera
A dinou anys Arquette va aconseguir el seu primer paper en una pel·lícula de mida considerable, actuant com a travesti en l'adaptació cinematogràfica de Last Exit to Brooklyn. La majoria d'actuacions en el cinema d'Arquette consisteixen en pel·lícules de baix pressupost o independents. En total, va protagonitzar més de quaranta films, incloent-hi I Think I Do, Children of the Corn V: Fields of Terror i Sometimes They Come Back... Again. També va actuar com un addicte al crack al costat de Tim Roth a Jumpin' at the Boneyard; com un home que cerca venjança per una infància horrible a la pel·lícula fantàstica Corre, Jack, gravada a Nova Zelanda, i com a drag queen assassina en la comèdia de baix pressupost Killer Drag Queens on Dope.
També va tenir papers secundaris a Tres maneres d'estimar i La núvia de Chucky, i va imitar Boy George en les pel·lícules d'Adam Sandler i Drew Barrymore El noi ideal i Junts i barrejats. El 2001 Arquette va tornar a Nova Zelanda per interpretar Calígula en dos episodis de Xena: Warrior Princess. Aquest mateix any Arquette va ser l'estrella convidada en l'episodi de Friends "The One with Chandler's Dad" i va fer un cameo a Son of the Beach.
El setembre del 2005 VH1 va anunciar Arquette com una de les celebritats hostes de la sisena temporada de The Surreal Life. El 31 de gener de 2007 Arquette va ser una celebritat i jutge convidada en el primer episodi del programa de telerealitat del canal Bravo Top Design. Arquette també va fer un cameo en el vídeoclip de la cançó "She's Madonna" de Robbie Williams.

## Vida personal i mort
En arribar a la trentena d'edat, Arquette va fer la transició d'home a dona. Les seves experiències es van documentar en la pel·lícula Alexis Arquette: She's My Brother, que es va estrenar al Festival de Cinema de Tribeca del 2007.
Arquette va morir l'11 de setembre de 2016, després del que va ser descrita com una "llarga malaltia". Tenia 47 anys.

## Filmografia
| Any  | Títol                                    | Paper                         | Notes                 |
| ---- | ---------------------------------------- | ----------------------------- | --------------------- |
| 1989 | Last Exit to Brooklyn                    | Georgette                     |                       |
| 1990 | Gavre Princip – Himmel unter Steinen     | Milan                         |                       |
| 1990 | High Score                               | Yago / Freddie                |                       |
| 1992 | Jumpin' at the Boneyard                  | Dan                           |                       |
| 1992 | Terminal Bliss                           | Craig Murphy                  |                       |
| 1992 | Buffy the Vampire Slayer                 | Vampire DJ                    |                       |
| 1992 | Homes i ratolins (Of Mice and Men)       | Whit                          |                       |
| 1992 | Miracle Beach                            | Lars                          |                       |
| 1993 | Ghost Brigade                            | Cpl. Dawson                   |                       |
| 1993 | Grief                                    | Bill                          |                       |
| 1993 | Jack Be Nimble                           | Jack                          |                       |
| 1994 | Threesome                                | Dick                          |                       |
| 1994 | Pulp Fiction                             | Man #4                        |                       |
| 1994 | Don't Do It                              | David                         |                       |
| 1995 | Days of the Pentecost                    | Mechanic                      |                       |
| 1995 | Paradise Framed                          |                               |                       |
| 1995 | Frank & Jesse                            | Charlie Ford                  |                       |
| 1995 | Frisk                                    | Punk (victim #3)              |                       |
| 1995 | White Man's Burden                       | Panhandler                    |                       |
| 1996 | Kiss & Tell                              | Amerod Burkowitz              |                       |
| 1996 | Coses que no et vaig dir mai             | Paul                          |                       |
| 1996 | Sometimes They Come Back... Again        | Tony Reno                     | Vídeo                 |
| 1996 | Never Met Picasso                        | Andrew Magnus                 |                       |
| 1996 | Scream, Teen, Scream                     | Lisa Marie                    | Curtmetratge          |
| 1997 | Inside Out                               | Adam                          | Curtmetratge          |
| 1997 | Goodbye America                          | Paul Bladon                   |                       |
| 1997 | I Think I Do                             | Bob                           |                       |
| 1997 | Close To                                 | Deaf Mute                     | Curtmetratge          |
| 1998 | Fool's Gold                              | Mark                          |                       |
| 1998 | El noi ideal (The Wedding Singer)        | George                        |                       |
| 1998 | Cleopatra's Second Husband               | Alex                          |                       |
| 1998 | The Thin Pink Line                       | Mr. Ed                        |                       |
| 1998 | Children of the Corn V: Fields of Terror | Greg                          | Vídeo                 |
| 1998 | La núvia de Chucky (Bride of Chucky)     | Damien                        |                       |
| 1999 | Algú com tu (She's All That)             | Mitch                         |                       |
| 1999 | Clubland                                 | Steven                        |                       |
| 1999 | Out in Fifty                             | Kim                           |                       |
| 1999 | Love Kills                               | James                         |                       |
| 2000 | Piccadilly Pickups                       | Henri de la Plus Ooh Arrgh    |                       |
| 2000 | The Price of Air                         | Willy                         |                       |
| 2000 | Boys Life 3                              | Adam                          | Segment: "Inside Out" |
| 2001 | Perfect Lover                            | Onix                          |                       |
| 2001 | Audit                                    | Richard                       | Curtmetratge          |
| 2001 | Tomorrow by Midnight                     | Sidney                        |                       |
| 2002 | The Trip                                 | Michael                       |                       |
| 2002 | Spun                                     | Moustache Cop                 |                       |
| 2003 | Killer Drag Queens on Dope               | Ginger                        |                       |
| 2003 | The Movie Hero                           | Strange, Yet Attractive Woman |                       |
| 2003 | Wasabi Tuna                              | Champangne Anna               |                       |
| 2005 | Lords of Dogtown                         | Tranny                        |                       |
| 2010 | Here & Now                               | Ramona                        |                       |
| 2010 | Hard Breakers                            | Ms. Independence              |                       |
| 2011 | Getting Back to Zero                     | Judy                          |                       |
| 2013 | Tranzloco                                | Alexis                        |                       |
| 2014 | Blended                                  | Georgina                      |                       |

## Televisió
| Any       | Títol                                          | Paper                     | Notes                                                                                      |
| --------- | ---------------------------------------------- | ------------------------- | ------------------------------------------------------------------------------------------ |
| 1989      | Alien Nation                                   | John Barrymore            | Episodi: "Contact"                                                                         |
| 1991      | American Playhouse                             | Werner Hauser             | Episodi: "The Hollow Boy"                                                                  |
| 1994      | Lies of the Heart: The Story of Laurie Kellogg | Denver McDowell           | Telefilm                                                                                   |
| 1995      | Dead Weekend                                   | McHacker                  | Telefilm                                                                                   |
| 1995      | Roseanne                                       | Episodi: "December Bride" |                                                                                            |
| 1999      | The Strip                                      | Cleo                      | Episodis: "Games Without Frontiers", "Send Me an Angel", "Even Better Than the Real Thing" |
| 1999–2000 | Beggars and Choosers                           | Larry / Lola              | Telefilm                                                                                   |
| 2000      | Felicity                                       | Jim                       | Episodi: "Docuventary II"                                                                  |
| 2000      | Friends                                        | The Customer              | Episodi: "The One with Rachel's Sister"                                                    |
| 2001      | Friends                                        | Waiter in Drag            | Episodi: "The One with Chandler's Dad"                                                     |
| 2001      | Xena: Warrior Princess                         | Caligula                  | Episodis: "The God You Know", "You Are There"                                              |
| 2001      | Son of the Beach                               | Beverly                   | Episodi: "B.J. Blue Hawaii"                                                                |
| 2005      | Wanted                                         | Paula                     | Episodi: "Lips Are Lips"                                                                   |
| 2008      | Californication                                | Lady in Jail              | Episodi: "The Great Ashby"                                                                 |